# Coluna de Igel

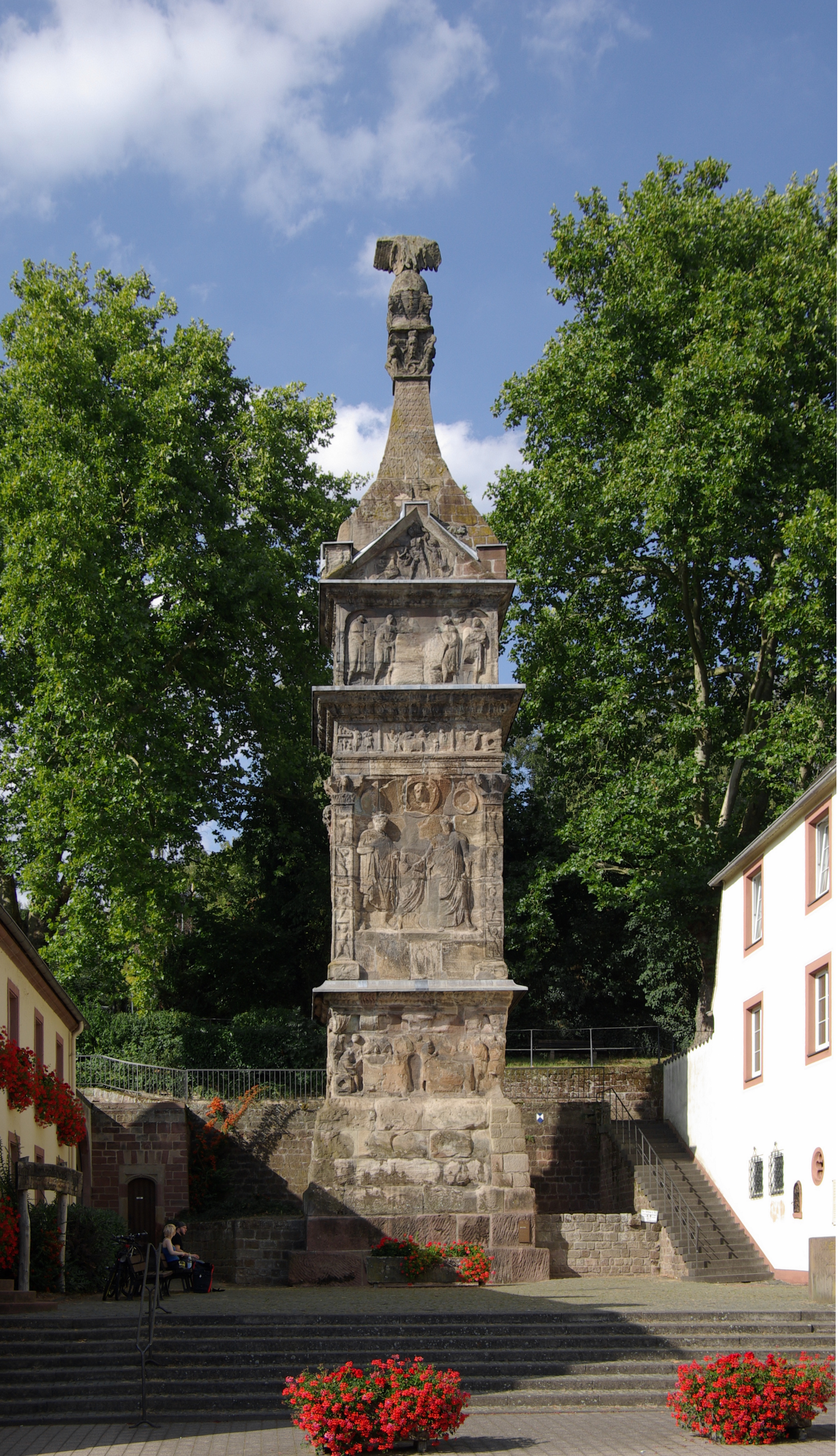

A Coluna de Igel (em alemão:  Igeler Säule)  é uma coluna de arenito em vários andares da época do Império Romano, localizada no município de Igel, distrito de Trier-Saarburg, Alemanha, datada de c. 250 d.C. A coluna é um monumento sepulcral da família do comerciante de tecidos Secundinii. Com altura de 30 metros, é coroada por um grupo escultural de Júpiter e Ganimedes.
A coluna inclui uma base de quatro degraus, um pódio relativamente baixo, encimado por uma cornija saliente, um andar com pilastras coríntias planas com eixos decorados, apoiando uma arquitrave, um friso esculpido e uma cornija pesada. Os baixo-relevos apresentam uma procissão de seis colonos, trazendo várias oferendas para a casa de seu mestre. Os colonos são recepcionados antes da entrada para o átrio. As oferendas consistem de uma lebre, dois peixes, um garoto, uma enguia, um galo e uma cesta de frutas. É categorizada como Patrimônio Mundial da UNESCO